# Дашшер, Рид
Рид Дашшер (англ. Reed Duchscher, род. 13 июля 1989, Бисмарк) — американский менеджер талантов и инвестор. Менеджер талантов таких создателей контента, как политический livestreamer Hasan Piker, стример Kai Cenat и создатель контента Minecraft Dream и бывший менеджер YouTuber MrBeast с 2018 по 2024 год.

## Ранняя жизнь
Рид вырос в Рагби, Северная Дакота, и учился в средней школе Рагби, где занимался легкой атлетикой, баскетболом, футболом и регби. После окончания школы он поступил в Университет штата Северная Дакота.

## Карьера
Дашшер начал свою карьеру, работая спортивным агентом НФЛ. Впоследствии он ушел работать на YouTube-канал Dude Perfect, занимаясь сделками с брендами и стратегиями монетизация..
Работая с Dude Perfect, в 2015 году Дукшер основал собственную компанию по управлению талантами Night Media. Night Media фокусируется на управлении, брендинге и развитии бизнеса для Маркетинга в социальных сетях. В 2018 году Духшер подписал контракт с YouTube-персоной MrBeast на работу в Night Media..
В 2021 году Night Media запустила венчурный фонд, ориентированный на инвестирование в стартапы в сфере потребительского рынка, игр и экономики страсти.
24 августа 2023 года было объявлено, что Дашшер приобретет компанию LFM Management, добавив Кай Ценат к своему портфолио создателей.
В мае 2024 года MrBeast вышел из-под управления Дюшшера и Night Media, заявив, что их 6-летнее сотрудничество заканчивается на хороших условиях.